# إليزابيث بيلامي
إليزابيث بيلامي (بالإنجليزية: Elizabeth Bellamy)‏ هي مبشرة ومُدرسة نيوزيلندية، ولدت في 19 مارس 1845، وتوفيت في 18 أغسطس 1940.